# Laos aux Jeux olympiques d'été de 2020
Le Laos participe aux Jeux olympiques d'été de 2020 à Tokyo. Il s'agit de leur 10e participation aux Jeux d'été, auxquels ils n'ont jusqu'ici remporté aucune médaille.

## Athlètes engagés
| Sport      | Hommes | Femmes | Total |
| ---------- | ------ | ------ | ----- |
| Athlétisme | 0      | 1      | 1     |
| Judo       | 1      | 0      | 1     |
| Natation   | 1      | 1      | 2     |
| Total      | 2      | 2      | 4     |

## Résultats

### Athlétisme
Silina Phay Aphay bénéficie lui d'une place au nom de l'universalité des Jeux.
| Athlète          | Épreuve       | Tour préliminaire | Tour préliminaire | 1er tour | 1er tour | Demi-finale | Demi-finale | Finale   | Finale   |
| Athlète          | Épreuve       | Temps             | Rang              | Temps    | Rang     | Temps       | Rang        | Temps    | Rang     |
| ---------------- | ------------- | ----------------- | ----------------- | -------- | -------- | ----------- | ----------- | -------- | -------- |
| Silina Pha Aphay | 100 m féminin | 12 s 41           | 6e                | Éliminée | Éliminée | Éliminée    | Éliminée    | Éliminée | Éliminée |

### Judo
La Fédération ne distribue pas de ticket de qualifications aux championnats continentaux ou mondiaux mais c'est le classement établi au 21 juin qui permettra de sélectionner les athlètes (18 premiers automatiquement, le reste en fonction des quotas de nationalité).
Chez les hommes, Soukphaxay Sithisane (-60 kg), classé 105e, est repêché via l'attribution du quota continental asiatique.
| Athlète              | Compétition           | 1er tour                 | 2e tour             | Quart de finale     | Demi-finale         | Repêchage           | Finale / MB         | Rang    |
| Athlète              | Compétition           | Adversaire Résultat      | Adversaire Résultat | Adversaire Résultat | Adversaire Résultat | Adversaire Résultat | Adversaire Résultat | Rang    |
| -------------------- | --------------------- | ------------------------ | ------------------- | ------------------- | ------------------- | ------------------- | ------------------- | ------- |
| Soukphaxay Sithisane | Moins de 60 kg hommes | Takabatake Défaite 00-10 | Éliminé             | Éliminé             | Éliminé             | Éliminé             | Éliminé             | Éliminé |

### Natation
Le comité bénéficie de place attribuée au nom de l'universalité des Jeux.
| Athlète              | Épreuve                  | Série   | Série | Demi-finale | Demi-finale | Finale   | Finale   |
| Athlète              | Épreuve                  | Temps   | Rang  | Temps       | Rang        | Temps    | Rang     |
| -------------------- | ------------------------ | ------- | ----- | ----------- | ----------- | -------- | -------- |
| Santisouk Inthavong  | 50 m nage libre masculin | 26 s 4  | 59e   | Éliminé     | Éliminé     | Éliminé  | Éliminé  |
| Siri Arun Budcharern | 50 m nage libre féminin  | 29 s 22 | 64e   | Éliminée    | Éliminée    | Éliminée | Éliminée |